# Mario Peragallo
Mario Peragallo,  né à Rome le 25 mars 1910 et y décédé le 24 octobre 1996 est un compositeur italien.

## Biographie
Né à Rome en 1910, Mario Peragallo effectue des études musicales dans cette ville avec Alfredo Casella. Ses premières œuvres remontent à la fin des années 1920 et sont dans le style vériste. En 1945, il adopte le dodécaphonisme, profondément influencé par Arnold Schönberg, tout en conservant une vision personnelle dans le traitement de la série. Le madrigal La collina (1947) en est un exemple frappant. Plus tard, il est directeur artistique de l'Accademia Filarmonica Romana de 1950 à 1954, secrétaire du SIMC de 1950 à 1956 et président de l'Accademia Filarmonica Romana de 1963 à 1986. Il cesse de composer dans les années 1950. Après un long silence de plus de vingt ans, il compose Emircal (1982) à la mémoire de Luigi Dallapiccola. 

## Œuvres principales

### Musique de chambre
- Composizione pour piano (1927)
- Balletto pour piano (1927)
- Corale, Preludio e Fughetta a due voci pour piano (1928/1929)
- Mirthfull pour trois instruments (1928/1929)
- Toccata pour orgue (1932)
- Preludio pour guitare (1933)
- Quartetto n°1 pour quatuor à cordes (1933)
- Quartetto n°2 pour quatuor à cordes (1934)
- Concertino pour violon, alto, violoncelle et piano (1935)
- Quartetto n°3 pour quatuor à cordes  (1937)
- Musica per doppio quartetto d' archi pour quatuor à cordes  (1948)
- Fantasia pour piano (1953)
- Vibrazioni pour flûte traversière, piano (1960)
- Tre ricercari su totale cromatico pour piano à quatre mains (1989)
- Nientedinuovo “otto piccole offerte musicali a Per… Ori… St… Ia” pour clarinette et piano (1990)
- Tre numeri di musica pour violoncelle et piano (1990)

### Musique orchestrale
- Adagio pour harpe ou piano et orchestre (1927)
- Lento pour orchestre (1927)
- Sinfonia lirica pour voix et orchestre (1928/1929)
- Concerto pour orchestre (1941)
- Concerto pour piano et orchestre (1950, interprété par Arturo Benedetti Michelangeli, dirigé par Carlo Maria Giulini à La Fenice de Venise
- Fantasia pour orchestre (1952
- Concerto pour violon et orchestre (1954)
- Forme sovrapposte pour orchestre (1959)
- Emircal pour grand orchestre (1980)
- Perclopus concerto de chambre pour clarinette (1982)
- Concerto n° 2 pour piano et orchestre (1988)

### Musique vocale
- La rosa pour voix et piano (1928/1929)
- La Ginevra degli Almieri mélodrame en 3 actes de Giovacchino Forzano (1937)
- Favoletta pour ténor et piano (1939)
- Ave Maria pour contralto et piano (1941)
- Lo Stendardo di San giorgio mélodrame en 3 actes de Giovacchino Forzano (1941)
- L' incubo pour voix et piano (1943)
- La collina madrigal drammatique pour soliste, chœur et petit orchestre sur un texte d'Edgar Lee Master (1947
- De profundis pour chœur a cappella (1952)
- La gita in campagna opéra en un acte, texte d'Alberto Moravia (1954)
- La parrucca dell' imperatore opéra (1953)
- In Memoriam. Corale e Aria pour chœur mixte et orchestre sur un texte de Luigi Dallapiccola (1955)